# Medalha de Ouro Tchebychev
A Medalha de Ouro Tchebychev (em russo:  Золотая медаль имени П. Л. Чебышёва, transl. Solotaja medal imeni P. L. Tschebyschowa) é uma medalha concedida desde 1996 pela Academia de Ciências da Rússia por resultados excepcionais no campo da matemática. Vem na sequência de uma medalha de mesmo nome criada em 1944 pela Academia de Ciências da União Soviética e concedida de 1946 a 1993. É denominada em memória do matemático Pafnuti Tchebychev. Desde 2002 é concedida a cada cinco anos.

## Recipientes
- 1996 Gury Marchuk
- 2002 Vyacheslav Ivanovich Lebedev
- 2007 Igor Volovich
- 2012 Alexey Parshin
- 2017 Albert Shiryaev

## Recipientes anteriores
- 1946 Aleksandr Kurosh
- 1948 Naum Akhiezer
- 1951 Andrei Kolmogorov e Boris Gnedenko
- 1957 Nikolay Korobov
- 1963 Sergei Adian
- 1966 Olga Ladyzhenskaya e Nina Uraltseva
- 1969 Andrei Markov Júnior
- 1972 Sergey Nikolsky
- 1975 Dmitrii Menshov
- 1978 Valentin Mikailov
- 1981 Anatoli Alexeievitch Karatsuba
- 1984 Boris Lukich Laptev
- 1987 Mikhail Zelikin
- 1990 Victor Kolyvagin
- 1993 Sergey Stechkin